# Мальмстрём, Бернгард Элис
Бернгард Элис Мальмстрём (швед. Bernhard Elis Malmström; 14 марта 1816, Эребру — 21 июня 1865, Уппсала) — шведский поэт, историк литературы, педагог, профессор эстетики и литературы Упсальского университета (1859). Член Шведской академии с 1850 года.
Основная часть лирических произведений поэта создана в 1838—1852 годах. Его самые известные стихи — «Анжелика» и «Почему так тяжело вздыхает лес». В дополнение к этому можно также упомянуть Södermanlandssången («Знаете ли вы землю, славные богатства»), которое было принято в качестве государственного гимна в Уппсале. В 1840 году получил главный приз Шведской академии за цикл стихотворений «Анжелика». Его стихотворения («Dikter», Стокгольм, 1845—47; «Ariadne», 1838), выдержавшие много изданий, отличаются большой законченностью формы. Как эстетик, он принадлежит к школе Гегеля. Из работ его в последней области главная — «Svenska vitterhetens historia», продолжение литературно-исторического труда Atterbom’a. Его «Samlade Skrifter» вышли в Эребро (1866).
В своих философских и литературно-исторических исследованиях, например («Глядя на современное состояние шведского остроумия», 1839 г.), автор нападает на раздутый стиль романтизма .